# Рио Браво
„Рио Браво“ (на английски: Rio Bravo) е американски уестърн от 1959 година на режисьора и продуцент Хауърд Хоукс, заснет от кинокомпанията Уорнър Брос, с участието на Джон Уейн, Дийн Мартин и Рики Нелсън. През 2014 година е включен в Националния филмов регистър към Библиотеката на конгреса на САЩ.

## Сюжет
В малкия град Рио Браво, Тексас, заместник-шерифа Дюд (Дийн Мартин), който се слави като безволев пияница, влиза в бара, но не може да си позволи питие. Там Джо Бърдет (Клод Ейкинс), брат на собственика на ранчото Нейтън Бърдет (Джон Ръсел), хвърля в плювалника един сребърен долар. Шерифът на окръг Президио, Джон Т.Ченс (Джон Уейн) се появява и рита на страни плювалника, докато се оглежда с пренебрежение за Дюд. Засрамен от съдбата си, Дюд изкарва гнева си върху Ченс, нокаутирайки го с дръжката на една брадва. Джо започва да блъска Дюд, след което вади пистолета си и стреля, убивайки невъоръжен страничен наблюдател, който се опитва да се намеси.
Джо се отправя към заведението на брат си, където е последван от окървавения Ченс, който пристига, за да го арестува за убийството на човека. Джо насочва пистолета си срещу Ченс, но Дюд успява да го избие от ръката му. Джо е арестуван и тикнат в местния затвор. Ченс е готов да се довери на Дюд в работата, при положение, че може да остане трезвен. Двамата си спомнят, колко полезен може да бъде Дюд с пистолет в ръка.
В града пристига влак с доставки, собственост на приятеля на Ченс, Пат Уилър (Уорд Бонд), придружаван от млад ездач на име Колорадо Райън (Рики Нелсън), който охранява композицията. В затвора, еднокракият помощник на шерифа, Стъмпи (Уолтър Бренан) бди над арестанта Джо, който знае, че той изпитва стара неприязън към богатия му и мощен брат. Джо предупреждава тъмничарите си, че на Нейтън няма да се хареса как те се отнасят към неговия брат.
В салона на местния хотел, мистериозна дама по прякор Фидърс (Анджи Дикинсън) играе покер. В това време Ченс и Дюд патрулират из града. Те са пресрещнати от собственика на хотела, Карлос (Педро Гонзалес-Гонзалес), който им съобщава, че Уилър говори на всеослушание за това, как Ченс се нуждае от помощ в работата си. В салона, Ченс умолява Уилър да спре да говори, защото може да привлече вниманието на неподходящи хора. Уилър предполага, че Колорадо може да бъде от помощ, но той отклонява предложението, заявявайки, че предпочита да се погрижи за собствените си дела и обещава на шерифа да не създава проблеми.
Фидърс се оттегля от играта като победител. Ченс я последва до стаята ѝ и я обвинява, че е мамила, показвайки и три липсващи аса от друго тесте карти, които са използвани в играта. Намесва се Колорадо, който заявява, че всъщност реално измамника е друг. Те го откриват и разобличават. Ченс отказва да се извини на Фидърс за несправедливите обвинения, но и вече не е склонен да я принуди да напусне града.
Прибирайки се към хотела, Уилър е застрелян от човек на Бърдет, скрит в близкия обор. Колорадо предлага помощта си на Ченс, който я отхвърля с мотива, че когато Колорадо е имал възможност да влезе в бизнеса, е отказал. Ченс и Дюд тръгват по следите на стрелеца, който се укрива в заведението на Нейтън, след като е ранен от Дюд. Дюд вярва, че човека би трябвало да е с кални ботуши, но в заведението обувките на всички са чисти. Двама от посетителите смятат, че Дюд се нуждае от питие и единият от тях хвърля сребърен долар в плювалника. Барманът подава чаша с бира на Дюд, който забелязва, че в нея капе кръв. Той се обръща, стреля и убива стрелеца.
Ченс се връща в хотела, за да се наспи. Без негово знание, Фидърс застава на пост пред вратата му, за да е сигурна, че е в безопасност и се прибира в стаята си когато той се събужда. Разбирайки какво е направила, Ченс я съветва да напусне града със следващия дилижанс.
Решен да види брат си, в града пристига Нейтън, придружен от хората си. Дюд, който стои нащрек, конфискува оръжията им. Един от хората на Бърдет игнорира желанието на Дюд, който успява да го убеди, след като само с един изстрел прерязва юздите на коня му. Нейтън се съгласява да останат невъоръжени докато не си тръгнат.
Карлос убеждава Фидърс да не се качва на дилижанса. Тя отива при шерифа и му заявява, че не желае да си тръгне и след това го целува. Ченс и казва, че ако не беше толкова зает с важния арестант в затвора, нещата между тях биха могли да бъдат различни.
Колорадо отива на посещение в затвора, за да предупреди Ченс, че хората на Нейтън пият в салона и са отново въоръжени. Дюд, на който му е все по-трудно да остане трезвен, им е върнал конфискуваните оръжия.
На следващата сутрин докато охранява един от входовете на града, Дюд е нападнат в гръб от четирима от мъжете на Нейтън и завързан в обора. Други трима тръгват за Ченс, който е забравил пушката си в хотела. Там, действайки по инструкциите на Колорадо, Фидърс бута саксия с цветя през прозореца, миг след като той е прескочил на верандата, отвличайки по този начин вниманието на нападателите. Колорадо хвърля пушката на Ченс и двамата мъже застрелват хората на Бърдет.
Ченс решава да усили охраната на затвора, защото ще минат още няколко дни докато пристигне щатския шериф, който да отведе Джо в окръжния съд на Президио. Нервите на Дюд са опънати до краен предел и той е напът да си вземе едно питие, но е разубеден от текста на песента, звучаща в салона. Той и Ченс отиват в хотела за допълнителни муниции. Там виждат, че хората на Нейтън са заловили Карлос и Консуела (Естелита Родригес). С помощта на примка, прикрепена в долната част на стълбището, те успяват да пленят и Ченс, а Дюд и Фидърс не са в състояние да му помогнат.
Нейтън изисква от Ченс да заведе хората му в затвора и да освободят Джо. Ченс не е склонен да съдейства, но Дюд го убеждава, че там Стъмпи е сам и няма достатъчно храна и вода, за да издържи дълго. Останалите мъже на Бърдет в хотела взимат Дюд за заложник и Нейтън предлага да го разменят за Джо.
Стъмпи открива огън, за да държи хората на Нейтън далеч от затвора. Ченс и Колорадо взимат Джо и отиват в склада, за да го разменят за Дюд, изоставяйки Стъмпи. При размяната, вървейки един към друг, Дюд се нахвърля върху Джо и между останалите мъже се разгаря престрелка. Появява се Стъмпи и се включва в битката. Дюд надвива Джо. Хората на закона се изтеглят, хвърляйки шашки динамит в склада и след като стрелят в тях, те се възпламеняват. След като няколко експлозии разтърсват склада, разбойниците се предават.
След като ситуацията в града се успокоява, Ченс си спомня за Фидърс, която е увлечена от новата си работа на певица в хотела.

## В ролите
| Актьор                  | Роля             |
| ----------------------- | ---------------- |
| Джон Уейн               | Джон Т.Ченс      |
| Дийн Мартин             | Дюд              |
| Рики Нелсън             | Колорадо Райън   |
| Анджи Дикинсън          | Фидърс           |
| Уолтър Бренан           | Стъмпи           |
| Уорд Бонд               | Пат Уилър        |
| Джон Ръсел              | Нейтън Бърдет    |
| Педро Гонзалес-Гонзалес | Карлос Робанте   |
| Естелита Родригес       | Консуела Робанте |
| Клод Ейкинс             | Джо Бърдет       |

## Награди и номинации
- Второ място за наградата Златен Лоуръл в категорията най-добра екшън-драма от наградите „Лоуръл“ през 1959 година.
- Второ място за наградата Златен Лоуръл за най-добра мъжка роля на Дийн Мартин от наградите „Лоуръл“ през 1959 година.
- Номинация за наградата на Режисьорската гилдия на Америка за изключителни достижения в режисьорската работа на Хауърд Хоукс от 1960 година.[2]